# Królik Bugs

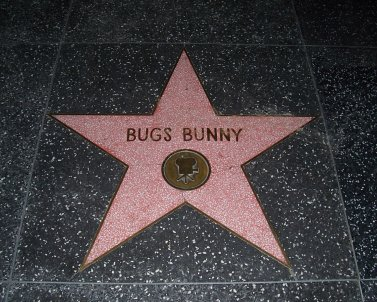
Gwiazda w Hollywood Walk of Fame

Królik Bugs – postać fikcyjna z serii kreskówek Warner Brothers, wymyślona w 1938 r. przez Teksa Avery’ego i Chucka Jonesa. Po raz pierwszy pojawił się w A Wild Hare (27 lipca 1940). Bugs chrupie marchewkę i często powtarza Eee... Co jest, doktorku? (Eeh... What’s up, Doc?). Jego stałym antagonistą jest myśliwy Elmer Fudd.
Charakterystycznego głosu użyczył mu komik Mel Blanc. Poza nim dubbingowali go także Jeff Bergman, Greg Burson, Billy West, Joe Alaskey, Samuel Vincent Noel Blanc oraz Eric Bauza (obecnie), a w Polsce – głównie Krzysztof Tyniec, Robert Rozmus i Tomasz Kozłowicz.
Inspiracją dla stworzenia postaci Królika Bugsa był Clark Gable w filmie Ich noce z 1934 r. Scena, w której aktor u boku Claudette Colbert próbuje złapać autostop, jednocześnie chrupiąc marchewkę, przeszła do historii kinematografii.
W 1953 r. postać pojawia się w filmie Bycza sprawa.
Film krótkometrażowy Rycerski rycerz Bugs (Knighty Knight Bugs) otrzymał Oscara za rok 1958 w kategorii krótkometrażowego filmu animowanego – reżyserem był John W. Burton. Od tego czasu królik Bugs był przedstawiany w scenkach wprowadzających do niektórych filmów jako zdobywca Oscara.
W 1996 r. wraz z innymi bohaterami kreskówek wytwórni Warner Brothers „wystąpił” m.in. z Michaelem Jordanem w filmie Kosmiczny mecz, w 2003 r. w podobnej, pół-animowanej produkcji Looney Tunes znowu w akcji (Looney Tunes: Back in Action), natomiast w 2021 r. pojawił się w filmie Kosmiczny mecz: Nowa era razem z inną gwiazdą NBA – LeBronem Jamesem.
W 2002 r. amerykański magazyn TV Guide ogłosił Królika Bugsa największą osobowością filmu rysunkowego wszech czasów.